# Delphacodes protrusa
Delphacodes protrusa är en insektsart som först beskrevs av Franz Xaver Fieber 1866.  Delphacodes protrusa ingår i släktet Delphacodes och familjen sporrstritar. Inga underarter finns listade i Catalogue of Life.